# Asterix hos pikterna
Asterix hos pikterna (fransk originaltitel: Asterix chez le Pictes) är det 35:e seriealbumet om Asterix, och det första som har skapats under ledning av andra än René Goscinny eller Albert Uderzo. Berättelsen är skriven av Jean-Yves Ferri och tecknad av Didier Conrad. Albumet publicerades på franska och mer än tjugo andra språk, inklusive svenska, i oktober 2013.

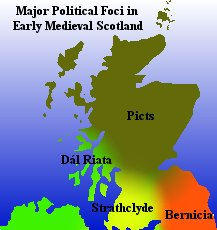
Historien utspelas till stora delar bland pikterna i det antika Skottland. I verkligheten dyker pikterna upp i historiska källor först några århundraden senare.

## Handling
I berättelsen tar sig Asterix och Obelix till Skottland för att hjälpa pikterna, den keltiska folkgrupp som bor där (verklighetens pikter finns belagda i romersk skrift tidigast år 297 e.Kr., medan Asterix-serierna utspelar sig omkring 50  f.Kr.). Resans upprinnelse är när pikten McLock som sköljs upp på stranden infrusen i ett mindre isberg. Han förklarar att McAber, en ondskefull medlöpare till romarna, planerar att göra sig till klanledare över pikterna.

### Seriefigurer
Förutom den galliska byns sedvanliga rollkabinett figurerar följande i albumet:
- McLock (franska: Mac Oloch) – tatuerad pikt som bär en kilt i grön-gul tartanmönstring. Han bär drag av indianen Oumpa-pa, en annan seriefigur skapad av duon René Goscinny/Albert Uderzo.[3][4][5]
- Numerusclausus (Numérusclausus) – romersk folk- och bostadsräknare som försöker göra sitt jobb i en gallisk by där ingen står still.
- Ouiskix – galler som tycker om starka drycker.[6]
- Camomilla – McLocks älskade.
- McMini (Mac Mini) – McLocks lillebror.
- McAber (Mac Abbeh) – makthungrig pikt som kidnappat Camomilla. Figuren är tecknad som karikatyr av franska skådespelaren Vincent Cassel.[7]
- McRobiotich – den piktiska stammens medicinman. Tittar ofta djupt i hornet med det heliga maltvattnet.
- McUlerad (Mac Keul) – rockande bard, tecknad som karikatyr av franska rockartisten Johnny Hallyday.[7]
- Pyra (Afnor) – sjöodjur i sjön Loch Andloll. Gillar att apportera. Är möjligen släkt med Nessie.
- Taggabuscurus (Taglabribus) och Fierocontrolus (Zaplézactus)[a] – två romerska härledare som både ser ut och uppför sig som Helan och Halvan.[4]

## Produktion och mottagande
Albumet var ett år försenat, jämfört med den ursprungliga utgivningsplanen. Detta var den första Asterix-historien utan Albert Uderzo som tecknare. Förlaget Les Éditions Albert René meddelade 8 juli 2013 att albumproduktionen var klar.
Trots att serien fått en ny tecknare deltog Uderzo i produktionen med kontroll av de olika serierutorna.I arbetet med omslaget deltog Uderzo också i själva tecknandet (figuren Obelix).
Albumet gavs i slutet av oktober 2013, på franska samt parallellt på ytterligare 22 språk, däribland svenska och flera gaeliska språk. Två månader senare kom de första översättningarna på turkiska och kinesiska. Den franska förstautgåvan trycktes i 2,2 miljoner exemplar, medan lika många trycktes på övriga språk (varav mer än 1,6 miljoner på tyska).
Den franska utgåvan uppgavs sälja bättre än de föregående volymerna i serien, och en andra tryckning förbereddes för november. Även i Spanien och Tyskland nåddes snabbt stora försäljningssiffror. I juni 2014 meddelades att det franska albumet sålt totalt i 2 387 000 exemplar under 2013, vilket motsvarade en överlägsen förstaplats på föregående års franska försäljningslista för böcker.
I samband med det nya Asterix-albumet gav det franska myntverket bland annat ut samlingsmynt i guld och silver.
I Skottland uppfattades albumet som ett stöd för ja-sidan i folkomröstningen om självständighet som hölls i september 2014. Albumet är det andra där Asterix och Obelix tar sig till Brittiska öarna där det första var Asterix och britterna från 1965.